# King (Carolina do Norte)
King é uma cidade localizada no estado norte-americano de Carolina do Norte, no Condado de Forsyth e Condado de Stokes.

## Demografia
Segundo o censo norte-americano de 2000, a sua população era de 5952 habitantes.
Em 2006, foi estimada uma população de 6578, um aumento de 626 (10.5%).

## Geografia
De acordo com o United States Census Bureau tem uma área de 13,5 km², dos quais 13,5 km² cobertos por terra e 0,0 km² cobertos por água. King localiza-se a aproximadamente 328 m acima do nível do mar.

## Localidades na vizinhança
O diagrama seguinte representa as localidades num raio de 16 km ao redor de King.